# ديفيد ماكويليامز (موسيقي)
ديفيد ماكويليامز (بالإنجليزية: David McWilliams)‏كان مغنيًا وكاتب أغاني وعازف جيتار من أيرلندا الشمالية، إشتهر بأغنيته عام 1967 «أيام بيرلي سبنسر».

## نبذة عن تاريخه
ولد ماكويليامز (1945- 2002) في بلفاست بأيرلندا الشمالية، بدأ العزف على الجيتار وكتابة الأغاني في أوائل مراهقته. غادر كلية باليمينا الفنية في عام 1963، ليبدأ تدريبًا مهنيًا في مصنع شورتس للصواريخ في أنتريم، أسس فرقة رقص محلية، كما كان لاعب كرة قدم يحظى بإحترام كبير، وخاض تجربة مع نادي لينفيلد كحارس مرمى. أصدر ألبومه الأول عام 1967 تحت عنوان «غناء أغاني لدافيد ماكوليامز»، ومن ألبومه الثاني عام 1967 «ماكويليامز الجزء الثاني»، صدرت أهم أغانيه الفردية «أيام بيرلي سبنسر».

## وصلات خارجية
ديفيد ماكويليامز (موسيقي) على موقع IMDb (الإنجليزية)
- ديفيد ماكويليامز (موسيقي) على موقع ميوزك برينز (الإنجليزية)
- ديفيد ماكويليامز (موسيقي) على موقع ديسكوغز (الإنجليزية)
- ديفيد ماكويليامز (موسيقي) على موقع قاعدة بيانات الفيلم (الإنجليزية)
- موقع ديفيد ماكويليامز.
- أعمال ديفيد ماكويليامز.